# Raison d'être
Raison d'être er en fransk sætning der betyder "grunden til at være/eksistere" som i f.eks. "Wikipedias raison d'être er udbredelse af information", "Universitetets raison d'être er forskning og uddannelse", etc.